# Кукуй (Иркутская область)
Кукуй — деревня в Качугском районе Иркутской области России. Входит в состав Бирюльского муниципального образования. Находится примерно в 30 км к востоку от районного центра.

## Население
По данным Всероссийской переписи, в 2010 году в деревне проживало 129 человек (61 мужчина и 68 женщин).